# 박정희 (유도 선수)
박정희(1966년 10월 3일 ~ )는 대한민국의 유도 선수이다. 그는 1988년 하계 올림픽 남자 경량급 경기에 출전했다.
그는 계성고를 졸업하고, 서울에서 열린 제22회 대통령배 유도선수권대회에 소속학교 대표로 출전해 71kg급에서 금메달을 땄다. 이후 대한체육과학대학(현 용인대학교 )에 진학했으며, 1985년 하계유니버시아드대회에 참가했다.